# Gle Subang
Gle Subang är en kulle i Indonesien.   Den ligger i provinsen Aceh, i den västra delen av landet, 1 800 km nordväst om huvudstaden Jakarta. Toppen på Gle Subang är 70 meter över havet.
Terrängen runt Gle Subang är kuperad österut, men åt nordväst är den platt. Havet är nära Gle Subang västerut.Runt Gle Subang är det glesbefolkat, med 11 invånare per kvadratkilometer. I omgivningarna runt Gle Subang växer i huvudsak städsegrön lövskog.